# Giesenslage
Giesenslage ist ein Ortsteil der Hansestadt Werben (Elbe) im Landkreis Stendal in Sachsen-Anhalt.

## Geographie
Giesenslage, ein Marschhufendorf, liegt 6½ Kilometer südlich von Werben und 8½ Kilometer südwestlich von Havelberg im Landschaftsschutzgebiet Altmärkische Wische im Norden der Altmark.
Nachbarorte sind Rengerslage im Westen, Behrendorf im Norden, Werben (Elbe) im Norden, Räbel, Neu Berge und Berge im Nordosten, Kannenberg im Südosten, Busch im Süden und Iden im Südwesten.

## Geschichte

### Mittelalter bis Neuzeit
Erstmals erwähnt wurde Giesenslage im Jahre 1200 als Ghisenslaghe. Im Jahre 1204 wird ein Iohannes de Clisenlage oder Johannes de Giesenschlage als Zeuge in einer Urkunde genannt. Im Jahre 1212 wurde möglicherweise der gleiche als Yo de Giesenslage in einer Urkunde aufgeführt. Im Jahre 1349 verkaufte das Kloster Dambeck Hebungen in ghysenslage an den Johanniterorden in Werben. 1355 verpfändete Markgraf Ludwig der Römer dem Komtur Albrecht von Dannenberg die Dörfer Giesenslage und Behrendorf.
Ein Doppeldorf, bestehend aus Niedergiesenlage im Norden und Obergiesenlage im Süden, wurde 1452 erstmals erwähnt als dorperen to oueren vnd nedderen ghisenslage.
In der Chronik des Dorfes wird die geschichtliche Entwicklung einzelner Höfe bis zur Mitte des 20. Jahrhunderts beschrieben. Darin heißt es unter anderem: „Das Dorf umfasste im Mittelalter neun Höfe, den Lehnschulhof, der später als Freihof erscheint (Jordanhof) und acht Bauernhöfe sowie die Pfarre hinter der Kirche gelegen, die Küsterei, den Krug und einen Gutshof, der in Nieder-Giesenslage gelegen war. Neben diesem Gutshof entstand im Mittelalter in Ober-Giesenslage ein neuer adliger Hof. Dieser wurde der Neue Hof, später Hohe Hof genannt. Noch bis zum Ausgang des Mittelalters war erheblicher ritterlicher Besitz vorhanden.“

### Herkunft des Ortsnamens
Ein Autor nimmt an, dass der Name auf den schon im 5. Jahrhundert bezeugten Stamm Giso oder Gisene zurückzuführen sei und die Endung -lage ein Wohnstättenname zum mittelhochdeutschen lâache, also ein gekerbtes Grenzzeichen oder später ein Gebiet wäre. Andere Autoren nehmen an, dass sich der Name Giesenslage von der ehemals ritterlichen Familie von Giesenslage ableiten würde.

### Eingemeindungen
Das Dorf gehörte bis 1807 zum Arneburgischen Kreis der Mark Brandenburg in der Altmark. Danach lag es bis 1813 im Kanton Werben auf dem Territorium des napoleonischen Königreichs Westphalen. Ab 1816 gehörte die Gemeinde zum Kreis Osterburg, dem späteren Landkreis Osterburg.
Am 25. Juli 1952 wurde die Gemeinde Giesenslage in der Kreis Osterburg umgegliedert. Am 1. Februar 1974 erfolgte die Eingemeindung der Gemeinde Giesenslage in die Gemeinde Behrendorf.
Am 1. Januar 2010 wurde Behrendorf in die Hansestadt Werben (Elbe) eingemeindet. Somit gehört der Ortsteil Giesenslage seit dem 1. Januar 2010 zu Werben.

### Einwohnerentwicklung
| Jahr              | 1734 | 1772 |
| Niedergiesenslage | 56   | 47   |
| Obergiesenslage   | 55   | 47   |

| Jahr | Einwohner |
| ---- | --------- |
| 1790 | 112       |
| 1798 | 143       |
| 1801 | 116       |
| 1818 | 090       |
| 1840 | 150       |
| 1864 | 168       |
| 1871 | 148       |

| Jahr | Einwohner |
| ---- | --------- |
| 1885 | 183       |
| 1892 | [00]192   |
| 1895 | 180       |
| 1900 | [00]188   |
| 1905 | [00]148   |
| 1910 | [00]190   |
| 1925 | 273       |

| Jahr | Einwohner |
| ---- | --------- |
| 1939 | 237       |
| 1946 | 417       |
| 1964 | 330       |
| 1971 | 335       |
| 2014 | [00]154   |
| 2015 | [00]155   |
| 2017 | [00]145   |

| Jahr | Einwohner |
| ---- | --------- |
| 2018 | [00]144   |
| 2020 | [00]118   |
| 2021 | [00]128   |
| 2022 | [0]115    |
| 2023 | [0]115    |

Quelle, wenn nicht angegeben, bis 1971:

## Religion
Vor der Reformation war Giesenslage Sitz einer Pfarrei, die zum Archidiakonat Balsamgau im Bistum Halberstadt gehörte. Durch die Reformation im 16. Jahrhundert wurden die Bevölkerung und die Kirchen in der Wische evangelisch. Die ältesten überlieferten Kirchenbücher für Giesenslage stammen aus dem Jahre 1715. Frühere Einträge finden sich bei der Pfarrei Berge.
Die evangelischen Christen gehören zur Kirchengemeinde Giesenslage im Kirchspiel Werben, die früher zur Pfarrei Berge bei Werben an der Elbe gehörte. Sie wird heute betreut vom Pfarrbereich Königsmark im Kirchenkreis Stendal im Bischofssprengel Magdeburg der Evangelischen Kirche in Mitteldeutschland.
Die katholischen Christen werden heute von der Pfarrei St. Anna (Stendal) betreut, sie gehört zum Dekanat Stendal des Bistums Magdeburg. Die ersten Katholiken in Giesenslage nach der Reformation wurden zunächst von der Pfarrei in Stendal betreut, ab 1917 dann von der Filialvikarie in Osterburg. Die ersten Gottesdienste fanden in einem Gasthof in Giesenslage statt, bis Anfang 1928 die Filialvikarie Osterburg für die in der Wische wohnenden Katholiken die ehemalige Molkerei in Giesenslage erwarb und zu einer Kirche umbaute. Am 29. März 1928 entstand in Giesenslage eine zur Pfarrei Stendal gehörende katholische Filialvikarie durch die Ernennung eines Pfarrvikars. Am 1. November 1948 wurde sie offiziell zur Filialkirchengemeinde (Pfarrvikarie) erhoben. Infolge des Zweiten Weltkriegs und der Flucht und Vertreibung Deutscher aus Mittel- und Osteuropa erhöhte sich die Zahl der Katholiken in der Wische durch den Zuzug von Flüchtlingen und Heimatvertriebenen. Nachdem 1984 der letzte Priester Winfried Schreiber das Pfarrhaus in Giesenslage verlassen hatte, erfolgte die Betreuung der Pfarrvikarie Giesenslage durch Geistliche aus Goldbeck. Am 1. Februar 2007 wurde der Gemeindeverbund „Stendal –Bismark – Giesenslage – Goldbeck – Meßdorf – Osterburg – Seehausen – Tangerhütte“ errichtet. Damals gehörten zur Pfarrvikarie Giesenslage rund 170 Katholiken. Am 2. Mai 2010 entstand aus dem Gemeindeverbund die heutige Pfarrei „St. Anna“.

## Kultur und Sehenswürdigkeiten

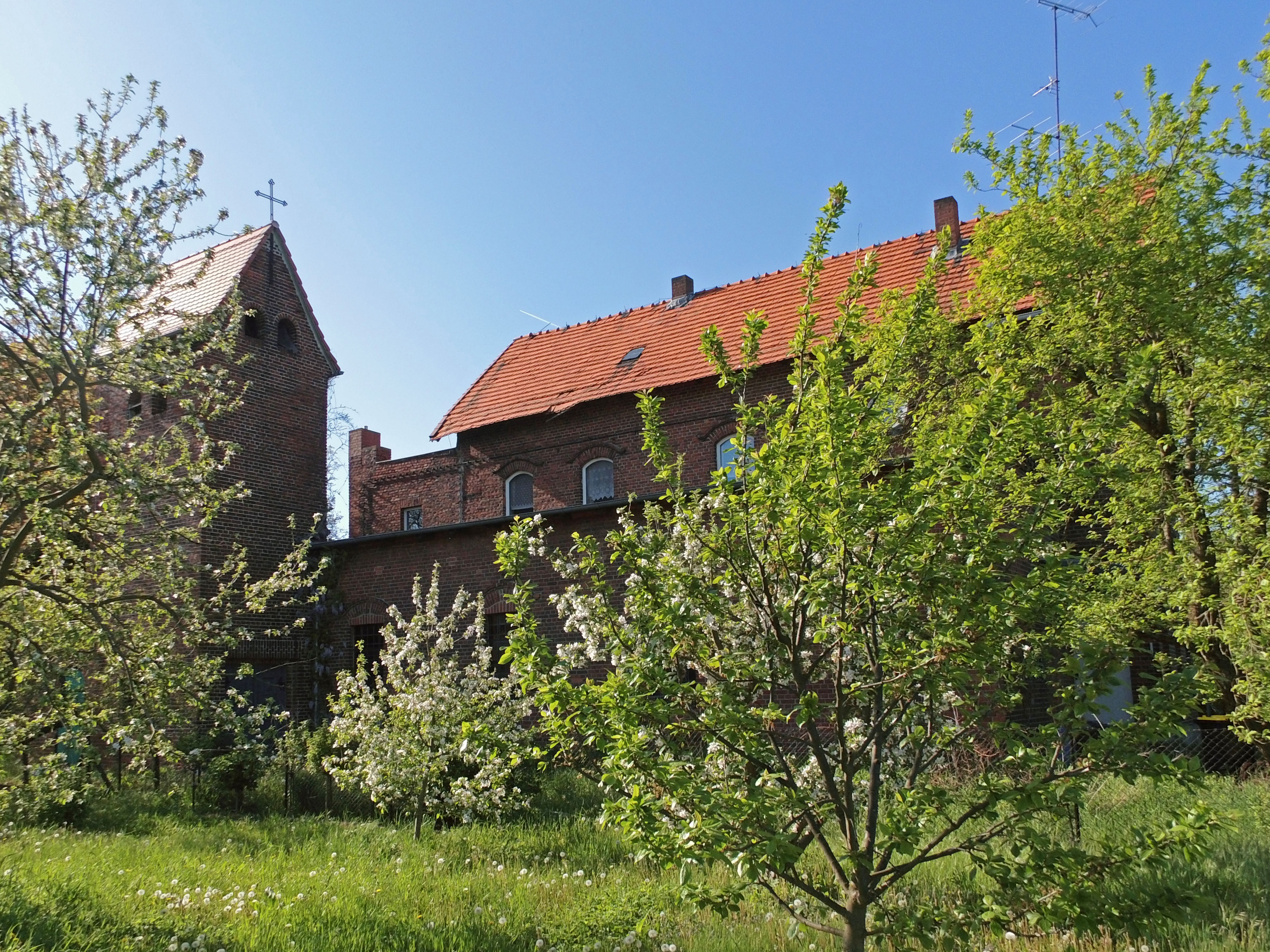
Ehemalige katholische Kirche Giesenslage

- Die evangelische Dorfkirche Giesenslage ist eine vierteilige romanische Backsteinkirche, die um 1160 errichtet wurde. Sie ist eine der am besten erhaltenen Kirchen in der Altmark.[30] Eine dendrochronologische Untersuchung des Eichen-Dachwerkes des Chores lieferte ein Fälldatum um etwa 1219 (Waldkante).[31]
- Der Ortsfriedhof ist auf dem Kirchhof.
- Die katholische Kirche in Giesenslage trug das Patrozinium „Unbefleckte Empfängnis“ und wurde 1928 in einer ehemaligen, 1922 erbauten Molkerei eingerichtet, die in Konkurs gegangen war und von der katholischen Kirche gekauft worden war. Der untere Bereich der Molkerei wurde zur Kirche umgebaut, und das Gebäude um einen kreuzbekrönten Turm ergänzt. Die im ersten Stock befindliche Wohnung des Molkereiinspektors wurde zur Wohnung des Pfarrvikars. Am 20. Oktober 1928 erfolgte die Benediktion der Kirche.[23] Um 2012 wurde die Kirche geschlossen und verkauft. Die einstige Glocke der Kirche läutet heute auf dem Friedhof in Salzwedel.